# Ma Kelly's Greasy Spoon
Ma Kelly's Greasy Spoon je třetí studiové album anglické rockové skupiny Status Quo, vydané v srpnu roku 1970 u Pye Records.

## Seznam skladeb
1. "Spinning Wheel Blues" (Rossi/Young) - 3:21 (také "Spinning Wheel" na originálním LP)
2. "Daughter" (Lancaster) - 3:01
3. "Everything" (Rossi/Parfitt) - 2:36
4. "Shy Fly" (Rossi/Young) - 3:49
5. "April, Spring, Summer and Wednesdays" (Rossi/Young) - 4:12
6. "Junior's Wailing" (White/Pugh) - 3:33
7. "Lakky Lady" (Rossi/Parfitt) - 3:14
8. "Need Your Love" (Rossi/Young) - 4:46
9. "Lazy Poker Blues" (Green/Adams) - 3:37
10. "Is it Really Me/Gotta Go Home" (Lancaster) - 9:34

## Sestava
- Francis Rossi - kytara, zpěv
- Rick Parfitt - kytara, zpěv
- Alan Lancaster - baskytara, zpěv
- John Coghlan - bicí
- Roy Lynes - varhany,